# Hauptträgheitsachse
Eine Hauptträgheitsachse, oft abgekürzt auch Hauptachse, eines Körpers ist eine Rotationsachse, um die der Körper fortgesetzt rotieren kann, ohne dass eine dynamische Unwucht auftritt. Die Richtung der Achse bleibt daher konstant, ohne dass ein äußeres Drehmoment einwirken muss.
Durch jeden Punkt innerhalb oder außerhalb des Körpers gehen immer mindestens drei Hauptträgheitsachsen. Meistens wird der Begriff jedoch nur für die Hauptträgheitsachsen verwendet, die durch den Schwerpunkt des Körpers verlaufen.
Bei Drehachsen, die nicht durch den Schwerpunkt gehen, tritt unabhängig von der eventuellen dynamischen Unwucht immer auch die statische Unwucht auf. Diese äußert sich nicht durch ein Drehmoment auf die Achse, sondern durch eine Kraft, die nicht im Sinne einer Richtungsänderung wirkt, sondern im Sinne einer Parallelverschiebung der Achse.

## Zusammenhang mit dem Hauptträgheitsmoment
Das zu einer Hauptträgheitsachse gehörige Trägheitsmoment wird als ein Hauptträgheitsmoment des Körpers bezeichnet.
Sind für einen Körper die drei Hauptträgheitsmomente für einen bestimmten Punkt gleich groß, wie z. B. für den Mittelpunkt einer Kugel oder eines Würfels, dann ist jede andere Achse durch diesen Punkt ebenfalls eine Hauptträgheitsachse und hat dasselbe Hauptträgheitsmoment.
Bei Körpern mit geringerer Rotationssymmetrie sind im Allgemeinen höchstens zwei Hauptträgheitsmomente gleich.
Hauptträgheitsachsen mit unterschiedlichem Trägheitsmoment stehen senkrecht aufeinander. Sind alle drei Hauptträgheitsmomente verschieden, dann gibt es außer den drei betreffenden, auf einander senkrecht stehenden Hauptträgheitsachsen keine weiteren.
Für Drehungen um Achsen, die durch den betreffenden Punkt verlaufen, ist immer eins der drei Hauptträgheitsmomente das größtmögliche Trägheitsmoment des Körpers, ein anderes das kleinstmögliche.

## Nähere Beschreibung und Beispiele
Bei der freien Rotation eines Körpers (d. h. ohne weiteres Einwirken einer Kraft oder eines Drehmoments) verläuft die Rotationsachse immer durch den Schwerpunkt. Wenn sie keine Hauptträgheitsachse ist, dann ist die Drehbewegung ein Taumeln, bei dem sich die Richtung der Achse fortwährend sowohl im Raum als auch in Bezug zum Körper ändert. Das ist z. B. leicht anhand von Quadern mit unterschiedlichen Seitenlängen zu demonstrieren.
Hingegen ist freie Rotation um eine Hauptträgheitsachse im Idealfall ein stabiler Bewegungszustand. Wenn nicht alle drei Hauptträgheitsmomente gleich groß sind, kann die Reaktion auf eine äußere Störung aber sehr verschieden ausfallen:
- ist die Störung eine kleine Ablenkung der Drehachse aus der Richtung der Hauptträgheitsachse mit dem größten oder kleinsten der drei Hauptträgheitsmomente, dann bewegt sich die Drehachse um die betreffende Hauptträgheitsachse, bleibt aber immer in deren Nähe. Das sieht man z. B. beim konstanten „Eiern“ eines geworfenen Footballs, der sich schnell, aber nicht ganz genau, um die Längsachse dreht, die hier die Achse mit dem kleinsten Trägheitsmoment ist. Die Drehung um die Achse mit dem mittleren Trägheitsmoment ist instabil.[2]
- besteht die Störung aus einem ständigen Entzug von Rotationsenergie und/oder zunehmendem Drehimpuls, dann ist nur die Rotation um die Achse mit dem größten Hauptträgheitsmoment stabil, denn sie ermöglicht bei gegebener Rotationsenergie den größten Drehimpuls. Das ist z. B. an Steinen zu sehen, die einen Abhang hinunter rollen und sich scheinbar „von alleine“ aufrichten, auch wenn sie eine eher flache Form haben.

Soll die Rotation um eine feste Drehachse durch den Schwerpunkt erfolgen, die keine Hauptträgheitsachse ist, so muss die Richtung der Achse durch eine Lagerung konstant gehalten werden, die ein Drehmoment auf die Achse ausübt. Die erforderlichen Lagerkräfte steigen mit dem Quadrat der Drehzahl:
{\displaystyle F_{\text{Lager}}\sim n^{2}}
Im Alltag ist dies etwa bei nicht ausgewuchteten Autorädern oder ungleichmäßig befüllten Wäscheschleudern gut zu beobachten. Beim Auswuchten wird die räumliche Massenverteilung des Körpers so verändert, dass die gewünschte Drehachse zu einer Hauptträgheitsachse gemacht wird.

## Erklärung
Das ganze Verhalten erklärt sich daraus, dass nur bei Drehungen eines Körpers um eine seiner Hauptträgheitsachsen der Drehimpuls parallel zur Drehachse ist und beide ohne äußere Kräfte ihre Richtung beibehalten.
Bei Drehungen um andere Achsen bilden Drehimpuls und Drehachse einen Winkel. Soll dann die Achse fest bleiben, so muss der Drehimpuls mit dem Körper rotieren, also seine Richtung ändern, was nach dem Drallsatz nur durch ein äußeres Drehmoment bewirkt werden kann. Wirken aber keine äußeren Drehmomente, dann bleibt der Drehimpuls nach Richtung und Betrag konstant, so dass nun die Rotationsachse um ihn herum bewegt wird.
Man findet die Hauptträgheitsachsen eines Körpers als die Hauptachsen seines Trägheitstensors, Berechnung siehe dort.
Das Taumeln der Drehachse bei Rotation eines freien Körpers um eine Achse, die nicht Hauptträgheitsachse ist, kann man auch im mitrotierenden Bezugssystem begründen: Darin erzeugen alle rotierenden Teile des Körpers Zentrifugalkräfte, die zusammengenommen ein Drehmoment um den Schwerpunkt bilden können. Wenn dies ungleich Null ist, lässt es die Achse kippen. Hingegen addieren sich bei Rotation um eine Hauptträgheitsachse die Momente der Zentrifugalkräfte zu Null. Dies zeigt sich darin, dass die entsprechenden Deviationsmomente (Nebendiagonalen im Trägheitstensor) Null sind.